# Parentesi
Parentesi  est un luminaire conçu par le designer italien Achille Castiglioni et Pio Manzù (it) et produit par la société Flos à partir de 1971. Objet icône du design industriel italien, il fait partie des collections permanentes du Triennale Design Museum de Milan.

## Description
Il s'agit  d'un projecteur dont la partie éclairante composée d'un tube coudé en métal (en forme d'une parenthèse, d'où son nom) coulisse et pivote à 360° sur un câble en acier tendu entre le sol et le plafond.

## Récompense
Il est récompensé par un compasso d'Oro en 1979.